# 元気ですか!! 大晦日!! 2011
FIGHT FOR JAPAN 元気ですか!! 大晦日!! 2011（ファイト・フォー・ジャパン げんきですか おおみそか 2011）は、日本の総合格闘技イベント「DREAM」の大会の一つ。2011年12月31日、埼玉県さいたま市のさいたまスーパーアリーナで開催された。

## 大会概要
FEGは2010年まで毎年大晦日に『Dynamite!! 〜勇気のチカラ〜』を主催してきたが、2010年末より表面化した選手へのファイトマネー未払い問題の影響から、2011年についてはDynamite!!の開催が事実上困難になった。このため、DREAMがアントニオ猪木率いるイノキ・ゲノム・フェデレーション（IGF）の協力を得て開催することになった。アントニオ猪木がゼネラルプロデューサーを務め、イベント名の「元気ですか!!」も猪木の決め台詞からつけられた。
会場（さいたまスーパーアリーナ）、特別協賛（フィールズ）など多くの点で従来のDynamite!!を引き継いでいる一方で、前年は1試合を提供するのみにとどまった（しかもボブ・サップの欠場により、実際には試合は行なわれなかった）IGFルールでの試合が4試合行なわれた。また、DREAM側のプロデューサーである笹原圭一も「今回の大晦日はFEGさんは一切絡んでおりません」と語っている。

## テレビ放送・ストリーミング
イベントを3部に分け、1部をFIGHTING TV サムライ（スカパー!e2はch803「サムライ2シリーズ」）での無料放送、2・3部をスカチャン（スカパー!HDはch190、スカパー!SDはch162、スカパー!e2はch800）でのPPV（3,150円）によりそれぞれ生中継された。
一方でヒョードルvs.石井戦の決定を受けて、Dynamite!!を中継してきたTBSが「ビートたけしの勝手にスポーツ国民栄誉SHOW2011」内にて同試合を中継することも検討されたものの、最終的にTBSが中継を断念したため地上波での放送は行なわれなかった。
海外ではヒョードルの母国であるロシアの国営テレビ「ロシア2」でも中継が決まり、東南アジアからも申し出があった。
インターネット動画配信サービス「ニコニコ生放送」でも完全生中継が実施され、1・2部は無料、3部は有料（2,000円）で配信された。

## 試合結果
第1試合 DREAMバンタム級世界トーナメント リザーブマッチ 5分2R
○  ユサップ・サーデュラエフ vs.  所英男 ×
1R 0:42 TKO（レフェリーストップ：バスター）
第2試合 DREAMバンタム級世界トーナメント 準決勝 5分2R
○  ビビアーノ・フェルナンデス vs.  ホドルフォ・マルケス・ディニス ×
2R終了 判定3-0
※フェルナンデスがトーナメント決勝進出。
第3試合 DREAMバンタム級世界トーナメント 準決勝 5分2R
○  アントニオ・バヌエロス vs.  今成正和 ×
2R終了 判定2-1
※バヌエロスがトーナメント決勝進出。
第4試合 元気ですか!!キックボクシングルール 64kg契約ワンマッチ 3分3R（延長1R）
○  野杁正明 vs.  園田顕悟 ×
3R終了 判定3-0
第5試合 元気ですか!!キックボクシングルール 64kg契約ワンマッチ 3分3R（延長1R）
○  久保優太 vs.  ニルス・ヴィーランド ×
3R 1:12 KO（膝蹴り）
第6試合 DREAMウェルター級ワンマッチ 5分3R
○  桜井"マッハ"速人 vs.  長南亮 ×
3R終了 判定3-0
第7試合 DREAMフェザー級ワンマッチ 5分3R
○  川尻達也 vs.  宮田和幸 ×
2R 4:54 肩固め
第8試合 元気ですか!!女子総合ルール 52kg契約ワンマッチ 5分2R
○  藤井惠 vs.  カルラ・ベニテス ×
1R 1:15 腕ひしぎ十字固め
第9試合 IGFルール 60分1R
○  ジョシュ・バーネット vs.  鈴木秀樹 ×
第10試合 MIXルール ライト級ワンマッチ 1R3分、2R5分
○  菊野克紀 vs.  長島☆自演乙☆雄一郎 ×
2R 2:34 TKO（レフェリーストップ：バックマウントパンチ）
第11試合 DREAMバンタム級世界トーナメント 決勝戦 5分3R
○  ビビアーノ・フェルナンデス vs.  アントニオ・バヌエロス ×
1R 1:11 TKO（レフェリーストップ：右フック→パウンド）
※フェルナンデスがトーナメント優勝。
第12試合 IGFルール 60分1R
○  ジェロム・レ・バンナ vs.  ティム・シルビア ×
第13試合 IGFルール 60分1R
○  藤田和之 vs.  ピーター・アーツ ×
第14試合 IGF vs DREAM対抗戦 IGFルール 60分1R
○ 柴田勝頼、桜庭和志 vs. 澤田敦士、鈴川真一 ×
第15試合 DREAMフェザー級タイトルマッチ 5分5R
○  高谷裕之 vs.  リオン武 ×
5R終了 判定3-0
※高谷が2度目の王座防衛に成功。
第16試合 DREAMライト級タイトルマッチ 5分5R
○  青木真也 vs.  北岡悟 ×
5R終了 判定3-0
※青木が2度目の王座防衛に成功。
第17試合 DREAMヘビー級ワンマッチ 5分3R
○  エメリヤーエンコ・ヒョードル vs.  石井慧 ×
1R 2:34 KO（スタンドパンチ連打）